# Simpsonovi (5. řada)
Pátá řada amerického animovaného seriálu Simpsonovi je pokračování čtvrté řady tohoto seriálu. Byla vysílána na americké televizní stanici Fox od 30. září 1993 do 19. května 1994. V Česku měl první díl z této řady premiéru 23. prosince 1994 na ČT1 (při prvním českém vysílání měla řada jinou sestavu dílů). Řada má celkem 22 dílů.

## Seznam dílů
| Č. v seriálu | Č. v řadě | Původní název                                                                | Český název | Režie            | Scénář                                                                                  | Premiéra v USA     | Premiéra v ČR      | Produkční kód |
| ------------ | --------- | ---------------------------------------------------------------------------- | --- | ---------------- | --------------------------------------------------------------------------------------- | ------------------ | ------------------ | ------------- |
| 82           | 1         | Homer's Barbershop Quartet                                                   | Homerovo pěvecké kvarteto                                                                                                  | Mark Kirkland    | Jeff Martin                                                                             | 30. září 1993      | 23. prosince 1994  | 9F21          |
| 83           | 2         | Cape Feare                                                                   | Mys hrůzy | Rich Moore       | Jon Vitti                                                                               | 7. října 1993      | 20. ledna 1995     | 9F22          |
| 84           | 3         | Homer Goes to College                                                        | Homer jde studovat | Jim Reardon      | Conan O'Brien                                                                           | 14. října 1993     | 28. dubna 1995     | 1F02          |
| 85           | 4         | Rosebud                                                                      | Medvídek | Wes Archer       | John Swartzwelder                                                                       | 21. října 1993     | 21. dubna 1995     | 1F01          |
| 86           | 5         | Treehouse of Horror IV                                                       | Speciální čarodějnický díl IV – Dům plný hrůzy (ČT, Prima) Dům plný hrůzy IV (Disney+)                                     | David Silverman  | Conan O'Brien, Greg Daniels, Dan McGrath, Bill Oakley, Josh Weinstein a Bill Canterbury | 28. října 1993     | 21. ledna 1996     | 1F04          |
| 87           | 6         | Marge on the Lam                                                             | Marge na útěku | Mark Kirkland    | Bill Canterbury                                                                         | 4. listopadu 1993  | 5. května 1995     | 1F03          |
| 88           | 7         | Bart's Inner Child                                                           | Bartovo vnitřní dítě | Bob Anderson     | George Meyer                                                                            | 11. listopadu 1993 | 12. května 1995    | 1F05          |
| 89           | 8         | Boy-Scoutz 'n the Hood                                                       | Bart táborníkem | Jeffrey Lynch    | Dan McGrath                                                                             | 18. listopadu 1993 | 19. května 1995    | 1F06          |
| 90           | 9         | The Last Temptation of Homer                                                 | Poslední pokušení Homera Simpsona                                                                                          | Carlos Baeza     | Frank Mula                                                                              | 9. prosince 1993   | 26. května 1995    | 1F07          |
| 91           | 10        | $pringfield (Or, How I Learned to Stop Worrying and Love Legalized Gambling) | Jak jsem se přestal bát aneb Legalizace hazardu ve Springfieldu (ČT) Jak jsem se přestal bát (Prima) Springfield (Disney+) | Wes Archer       | Bill Oakley a Josh Weinstein                                                            | 16. prosince 1993  | 2. června 1995     | 1F08          |
| 92           | 11        | Homer the Vigilante                                                          | Homer strážcem zákona | Jim Reardon      | John Swartzwelder                                                                       | 6. ledna 1994      | 9. června 1995     | 1F09          |
| 93           | 12        | Bart Gets Famous                                                             | Bart na vrcholu slávy | Susie Dietterová | John Swartzwelder                                                                       | 3. února 1994      | 30. června 1995    | 1F11          |
| 94           | 13        | Homer and Apu                                                                | Homer a Apu | Mark Kirkland    | Greg Daniels                                                                            | 10. února 1994     | 16. června 1995    | 1F10          |
| 95           | 14        | Lisa vs. Malibu Stacy                                                        | Líza proti mluvící panence                                                                                                 | Jeffrey Lynch    | Bill Oakley a Josh Weinstein                                                            | 17. února 1994     | 19. listopadu 1995 | 1F12          |
| 96           | 15        | Deep Space Homer                                                             | Hrdinný kosmonaut Homer | Carlos Baeza     | David Mirkin                                                                            | 24. února 1994     | 5. listopadu 1995  | 1F13          |
| 97           | 16        | Homer Loves Flanders                                                         | Homer miluje Flanderse | Wes Archer       | David Richardson                                                                        | 17. března 1994    | 12. listopadu 1995 | 1F14          |
| 98           | 17        | Bart Gets an Elephant                                                        | Bart dostane slona | Jim Reardon      | John Swartzwelder                                                                       | 31. března 1994    | 26. listopadu 1995 | 1F15          |
| 99           | 18        | Burns' Heir                                                                  | Burnsův dědic | Mark Kirkland    | Jace Richdale                                                                           | 14. dubna 1994     | 3. prosince 1995   | 1F16          |
| 100          | 19        | Sweet Seymour Skinner's Baadasssss Song                                      | Skinner – sladký nepřítel                                                                                                  | Bob Anderson     | Bill Oakley a Josh Weinstein                                                            | 28. dubna 1994     | 14. ledna 1996     | 1F18          |
| 101          | 20        | The Boy Who Knew Too Much                                                    | Chlapec, který věděl příliš mnoho                                                                                          | Jeffrey Lynch    | John Swartzwelder                                                                       | 5. května 1994     | 17. prosince 1995  | 1F19          |
| 102          | 21        | Lady Bouvier's Lover                                                         | Milenec Lady Bouvierové | Wes Archer       | Bill Oakley a Josh Weinstein                                                            | 12. května 1994    | 7. ledna 1996      | 1F21          |
| 103          | 22        | Secrets of a Successful Marriage                                             | Tajemství úspěšného manželství                                                                                             | Carlos Baeza     | Greg Daniels                                                                            | 19. května 1994    | 23. prosince 1995  | 1F20          |